# Beatriz Talegón
Beatriz Talegón Ramos (Madrid, 5 de mayo de 1983) es una abogada y divulgadora española. Es licenciada en Derecho por la Universidad de Alcalá.

## Trayectoria política
Nacida en Madrid, creció en Guadalajara (Castilla-La Mancha).
Ingresó en las Juventudes Socialistas de Guadalajara en 2003. Afiliada al PSOE en 2004, ejerció de concejala del Ayuntamiento de Cabanillas del Campo entre 2007 y 2008.
Desde 2012 ejerció el cargo de secretaria general de la Unión Internacional de Juventudes Socialistas, que comprende a organizaciones juveniles de partidos socialistas, socialdemócratas y laboristas de más de 100 países del mundo. Alcanzó notoriedad pública en febrero de 2013 por criticar a los líderes socialistas en una reunión de la Internacional Socialista celebrada en Cascais (Portugal) a la que asistían delegados de un centenar de partidos de todo el mundo. Decidió no presentarse a la reelección como secretaria general en 2014. A raíz de la celebración del Congreso Extraordinario del PSOE de julio de 2014, entró a formar parte del Comité Federal del PSOE, a propuesta de Izquierda Socialista.
Se dio de baja en el PSOE en julio de 2015.
El 23 de octubre de 2015 Talegón anunció, junto al exmagistrado Baltasar Garzón, la creación de una nueva formación política bajo el nombre de 'La izquierda' con el objetivo de presentarse a las elecciones generales del 20 de diciembre. Sin embargo su estancia en el partido duró apenas una semana debido a sus discrepancias con Garzón y Gaspar Llamazares.
Es directora de opinión en Diario 16 y publica artículos para El Plural, Okdiario y Diario 16. Asimismo, colaboró hasta 2018 como tertuliana en Las Mañanas de Cuatro. También suele participar como periodista invitada en el programa Preguntes freqüents de TV3.
En la campaña de las elecciones al Parlamento de Cataluña de 2017, intervino en un acto de ERC en Barcelona para defender la candidatura de los partidarios del exvicepresidente de la Generalidad de Cataluña, Oriol Junqueras.
En diciembre de 2017 fue condenada por un delito de difamación contra el alcalde de Cabanillas del Campo a una sanción de 1500 € y al pago de las costas procesales, sentencia confirmada en enero de 2018. La sentencia fue finalmente revocada por el Tribunal Supremo en 2020.
En octubre de 2018 entró a formar parte del Consejo Asesor para el Impulso del Foro Cívico y Social para el Debate Constituyente, un órgano consultivo dedicado a fomentar el debate sobre el proceso de autodeterminación de Cataluña y organizar un foro constituyente para sentar las bases de una hipotética República Catalana. Tras la resolución de la Junta Electoral Central que impidió a Clara Ponsatí presentarse en el número 3 de la candidatura de Junts per Catalunya de cara a las elecciones al Parlamento Europeo de 2019 en España, Talegón pasó a ocupar en abril de 2019 el lugar de esta en la lista.
Beatriz Talegón, además de su trayectoria como analista política y periodista, es colaboradora habitual del programa Horizonte, dirigido por Iker Jiménez y emitido en el canal Cuatro, donde participa en debates y análisis sobre temas de actualidad, política y sociedad.

## Posiciones
Activa defensora de la homeopatía afirmando que podía curar igual que la medicina, solicitó la «autodeterminación terapéutica» para dicha disciplina pseudocientífica. Por otro lado, afirmó la posibilidad de curar el cáncer con tratamientos pseudocientíficos.
Firme opositora de la vacuna contra la COVID-19, se ha mostrado en contra de su inoculación a niños y adultos, afirmando que son nocivas para la salud. Se ha manifestado también contraria a la vacunación infantil en los colegios.
Ha defendido el derecho de autodeterminación de Cataluña.